# Björn Halldén

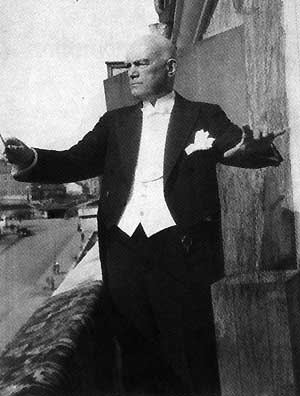
Nalle Halldén en 1930.

Björn Halldén ou Nalle Halldén (né le 2 août 1862 à Vimmerby et mort le 15 octobre 1935  à Stockholm) est un acteur et un compositeur suédois.

## Filmographie partielle
- 1921 : Pages arrachées au livre de Satan
- 1921 : La Charrette fantôme[1]

## Source de la traduction
- (sv) Cet article est partiellement ou en totalité issu de l’article de Wikipédia en suédois intitulé « Björn Halldén » (voir la liste des auteurs).